# Павел Третяков
Павел Михайлович Третяков е руски предприемач и меценат на изкуствата, създател на Третяковската галерия

## Биография

### Произход и образование
Роден е в Москва на 27 декември 1832 г. в семейството на търговец. Получава образование вкъщи и започва работа в бизнеса на баща си.

### Бизнес дейност
Заедно със своят брат Сергей създават няколко фабрики за производство на ленени тъкани и хартия, в които са заети хиляди работници. Успява да натрупа значително богатство (4.4 милиона рубли), множество имоти (5 къщи в Москва) и акции.

### Любител на изкуството и меценат
Павел Третяков започва да колекционира картини през 1854 г. на 22-годишна възраст, като от самото начало прави това с идеята да ги дари после на града. Картините той купува на търгове или директно от самите художници. Понякога сключва сделки и за цели серии картини – през 1874 г. купува т.нар. „Туркменистанска поредица“ (13 картини и 80 скици) от Василий Верешчагин. Успява да събере цялото творчество на големи художници от Передвижници като Иля Репин, Исак Левитан, Валентин Серов, Василий Перов.
През 1874 г. Третяков започва да строи здание за своята колекция, което през 1881 е отворено за свободни посещения. През 1892, сградата, заедно с картини е предадена окончателно на Московската община. По това време колекцията вече наброява 1287 картини и 518 други графични произведения на руската живопис, 75 картини на западноевропейски майстори и 15 скулптори. Година по-късно галерията получава името на създателя си, а самият той е обявен за пожизнен попечител на галерията и Почетен гражданин на Москва.

### Благотворителност
Освен с любовта към изкуството, Третяков е известен и с благотворителността си. Заедно с брат си Сергей основават училище за глухонеми деца. Купува каменна къща с голям двор, в която да живеят и да се обучават до 16-годишна възраст над 150 деца. Половината от богатството си завещава за благотворителни цели.

### Смърт
Павел Третяков умира на 4 декември 1898 в Москва. Погребан е в Новодевическия манастир.